# Bogdănești, Vaslui
Bogdanesti là một xã thuộc hạt Vaslui, România. Dân số thời điểm năm 2002 là 3479 người.